# Baju Melayu

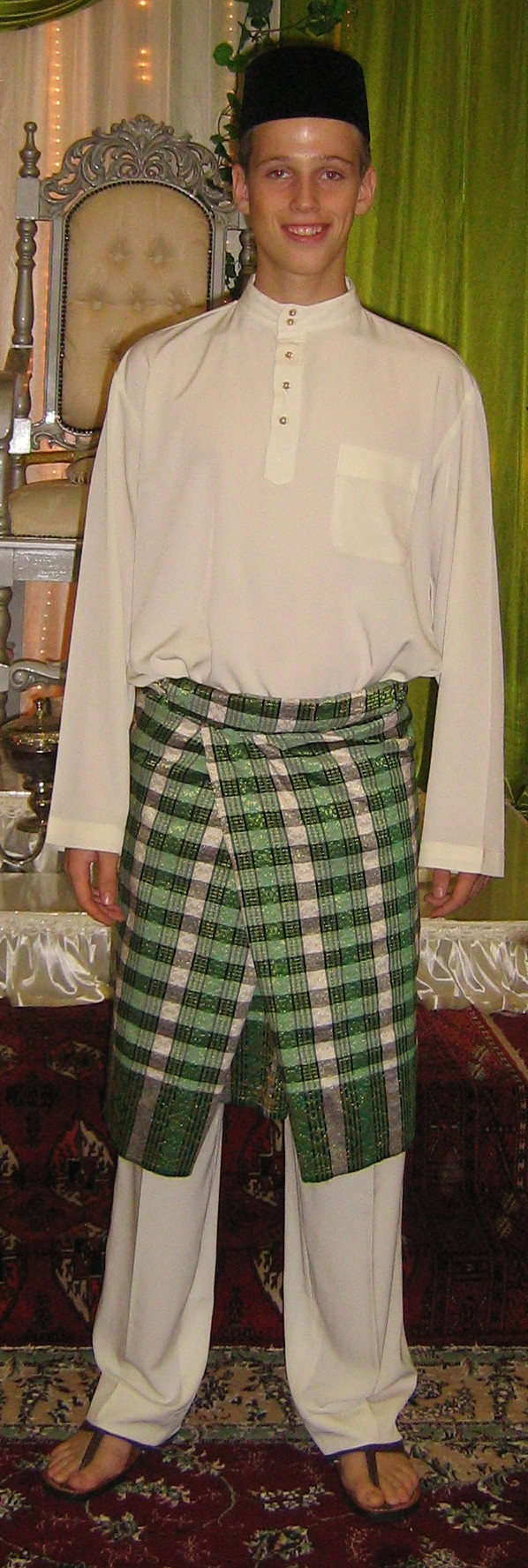
Baju Melayu mit Sonkok, Samping und Capal

Baju Melayu ist eine traditionelle, zweiteilige malaiische Kleidung aus Baumwolle, heute oft auch aus einer Baumwoll-Polyester-Mischung.
Übersetzt bedeutet der Name malaiisches Hemd. Außer an feierlichen Anlässen, wie dem Fest des Fastenbrechens (Hari Raya Aidilfitri), tragen malaiische Männer es vor allem bei religiösen Veranstaltungen und auch beim Beten. In Malaysia finden sich einige vom normalen Schnittmuster abweichende Modelle des Bajus, wie beispielsweise das Johor-Design.
Das Johor-Design trägt den Namen Teluk Belanga, während man das ursprüngliche Design mit Cekak Musang bezeichnet.

## Aussehen
Das langärmelige Hemd ist üblicherweise mit drei Taschen (eine Brusttasche) und einem 1 bis 2 cm hohen Stehkragen ausgestattet. Man knöpft es mit fünf nicht integrierten Knöpfen zu. Die einfache, lange Hose besitzt keine Hosentaschen und wird seitlich, dem Hüftumfang entsprechend, enger geknöpft.
Im malaysischen Bundesstaat Johor ähnelt der Kragen dem von Frauen getragenen Gegenstück des Baju Melayus, dem Baju Kurung. Die oberen Hemdhälften werden nur mit einem einzigen Knopf in einer Schlaufe zusammengehalten. Der runde Kragen liegt auf den Schultern des Trägers auf.

## Tragweisen
Gewöhnlich stopft man das Hemd in die Hose und trägt auf Hüfthöhe einen rockähnlichen Stoff (Samping oder den einfacheren Sarong) über dem Hemd. Zu Hochzeitsanlässen sind außerdem die Kopfbedeckung Songkok und die Hochzeitsschuhe Capal üblich. Wenn alle genannten Kleidungsstücke zueinander farblich, als auch vom Material her passen, bezeichnet man das Kostüm in Malaiisch als sedondon.